# دوري كرة السلة الياباني للمحترفين
دوري كرة السلة الياباني للمحترفين (باليابانية: ジャパン・プロフェッショナル・バスケットボールリーグ) هو دوري كرة سلة في اليابان تأسس في 1 أبريل 2015. يلعب فيه 45 فريقا. تكون بعد دمج كل من الدوري الوطني لكرة السلة ودوري بي جاي.

## وصلات خارجية
- الموقع الرسمي